# Konwój PQ-4
Konwój PQ-4 – piąty konwój arktyczny z okresu II wojny światowej wysłany przez aliantów ze sprzętem wojennym i surowcami do ZSRR, które były niezbędne do prowadzenia dalszej walki przeciwko III Rzeszy. Konwój wypłynął z Hvalfjörður na Islandii 17 listopada 1941 i dotarł do Archangielska 28 listopada 1941 roku.

## Okręty
Konwój składał się z ośmiu statków transportowych (cztery brytyjskie i cztery radzieckie). Wszystkie dotarły do celu bez strat. Konwój osłaniany był przez krążownik HMS "Berwick", niszczyciele HMS "Offa" i HMS "Onslow", dwa trałowce i dwa uzbrojone trawlery.